# Géza Tóth
Géza Tóth (Sorokpolány, 25 gennaio 1932 – Szombathely, 4 ottobre 2011) è stato un sollevatore ungherese medagliato olimpico e campione mondiale ed europeo che ha gareggiato nelle categorie dei pesi massimi leggeri (fino a 82,5 kg.) e dei pesi medio-massimi (fino a 90 kg.). Ha partecipato a tre edizioni dei Giochi Olimpici.

## Biografia
Géza Tóth iniziò relativamente tardi, quando aveva già 20 anni, a praticare il sollevamento pesi e per questo motivo cominciò relativamente tardi a vincere le sue prime medaglie internazionali, avendo però una lunga carriera.
Nel 1960 fu selezionato per le Olimpiadi di Roma nella categoria dei pesi massimi leggeri, dove terminò la gara al 4º posto finale con 417,5 kg. nel totale di tre prove.
L'anno seguente si migliorò e riuscì a vincere la medaglia d'argento ai campionati mondiali ed europei di Vienna con 432,5 kg. nel totale, dietro al sovietico Rudol'f Pljukfel'der (450 kg.), campione del mondo in carica, e precedendo il fuoriclasse statunitense Tommy Kono (430 kg.).
Nel 1962 fu 3º classificato ai campionati mondiali ed europei di Budapest con 442,5 kg. nel totale, battuto dal connazionale Győző Veres (460 kg.) e da Tommy Kono (455 kg.), ottenendo, pertanto la medaglia di bronzo mondiale e la medaglia d'argento europea, con la medaglia di bronzo europea assegnata al finlandese Jouni Kailajärvi, 4º classificato nella competizione mondiale con 440 kg.
Ottenne lo stesso piazzamento ai campionati mondiali ed europei di Stoccolma del 1963 con 450 kg. nel totale, dietro a Győző Veres (477,5 kg.) e a Rudol'f Pljukfel'der (467,5 kg.).
Un anno dopo Tóth vinse la medaglia d'oro ai campionati europei di Mosca con 455 kg. nel totale e poco dopo partecipò alle Olimpiadi di Tokyo 1964 arrivando alla medaglia d'argento con 467,5 kg. nel totale, dietro a Pljukfel'der (475 kg.) e sopravanzando Veres (stesso risultato di Tóth). Questa gara olimpica era valida anche come campionato mondiale.
Nel 1965 Géza Tóth passò alla categoria superiore dei pesi medio-massimi, prendendo la medaglia di bronzo ai campionati mondiali di Teheran con 462,5 kg. nel totale, alle spalle del britannico Louis Martin (487,5 kg.) e del sovietico Vladimir Golovanov (480 kg.), rispettivamente vice-campione olimpico e campione olimpico in carica.
L'anno seguente Tóth fu medaglia d'oro ai campionati mondiali ed europei di Berlino Est con 487,5 kg. nel totale, battendo i polacchi Ireneusz Paliński (477,5 kg.) e Marek Gołąb (475 kg.).
Due anni dopo Tóth prese parte alle Olimpiadi di Città del Messico 1968 dove ebbe però una controprestazione, fallendo i tre tentativi di ingresso nella prova di distensione lenta e terminando fuori classifica.
Nel 1969 tornò sul podio, vincendo la medaglia di bronzo ai campionati mondiali ed europei di Varsavia con 495 kg. nel totale, dietro al campione olimpico in carica, il finlandese Kaarlo Kangasniemi (515 kg.) e allo svedese Bo Johansson (500 kg.).
Nel 1970 Géza Tóth ottenne la sua ultima medaglia in campo internazionale, conquistando a 38 anni la medaglia di bronzo ai campionati mondiali di Columbus con 490 kg. nel totale, terminando alle spalle del sovietico Vasilij Kolotov (537,5 kg.) e dello statunitense Phil Grippaldi (stesso risultato di Tóth).
L'anno successivo pose termine alla sua carriera agonistica, durante la quale realizzò anche un record del mondo nel totale nella categoria dei pesi medio-massimi.
Dopo il ritiro si dedicò all'attività di allenatore di sollevamento pesi e di insegnante di educazione fisica.
Nel 2012 gli è stata intitolata una piazza nella città di Szombathely.